# Geoffrey Fisher
Geoffrey Francis Fisher (Nuneaton, 5 maggio 1887 – Sherborne, 15 settembre 1972) è stato un vescovo anglicano britannico, arcivescovo di Canterbury dal 1945 al giugno 1961.

## Biografia
Ebbe un'educazione anglicana e fu insegnante a Marlborough nel periodo in cui decise di essere ordinato, divenendo pastore nel 1913. Era il periodo in cui le scuole pubbliche inglesi avevano eliminato ogni collegamento con la Chiesa Anglicana e non era comune che gli insegnanti fossero uomini di chiesa, al contrario i direttori delle scuole erano normalmente sacerdoti. Nel 1914 Fisher fu nominato preside della Repton School, succedendo a William Temple, il quale, per una strana coincidenza, sarebbe stato successivamente Arcivescovo di Canterbury. I resoconti riportano che Temple non aveva avuto successo nel suo ruolo di preside e Fisher dovette riportare la disciplina nell'istituto. Roald Dahl, studente di Repton, ne parla nel suo libro "Boy" chiamandolo "il Direttore".
Nel 1932 Fisher fu nominato vescovo di Chester, e nel 1939 vescovo di Londra, un ruolo chiave nella Chiesa Anglicana. La sua grande capacità di amministratore emergeva in tutte le posizioni che aveva assunto fino ad allora: le sue diocesi funzionavano in modo egregio. Nel 1942 Cosmo Lang, Arcivescovo di Canterbury, si ritirò a vita privata, in parte per permettere a William Temple di succedergli. Temple era profondamente socialista cristiano e le opinioni della Chiesa e dell'opinione pubblica precorrevano i grandi cambiamenti che si sarebbero verificati nel periodo post-bellico. Sembrava dunque che i tempi sarebbero stati dominati da Temple. Ma Temple morì nel 1944.
Da più parti giungeva la considerazione che ora la migliore scelta sarebbe stata George Bell, vescovo di Chichester. Tuttavia fu Fisher a essere nominato, una scelta che da allora ha causato molte polemiche. La nomina a vescovo nella Chiesa d'Inghilterra era, negli ultimi tempi, nelle mani del Primo Ministro. Winston Churchill non amava la politica di Temple, ma accettò il consiglio di Lang secondo il quale Temple era la figura prominente e nessun altro avrebbe potuto essere considerato seriamente. In questo periodo, comunque, la situazione era meno nitida. Si è ampiamente creduto successivamente che Bell fosse stato scartato a causa delle sue critiche alla Camera dei Lords per la strategia di bombardamento a tappeto durante la guerra. Mentre è probabilmente vero che questo abbia largamente ridotto le possibilità di Bell di essere nominato, non è infatti chiaro se Bell avrebbe potuto essere nominato in ogni modo.
Temple aveva apparentemente considerato Fisher come il suo ovvio successore. Come arcivescovo, Fisher vedeva il proprio compito come elemento di amministrazione interna soprattutto, tuttavia non trascurò gli affari pubblici. Dedicò un ampio sforzo al riesame del diritto canonico della Chiesa anglicana. I canoni del 1603 erano a quel tempo ancora in vigore, nonostante fossero ampiamente antiquati. Nel 1953 presiedette all'incoronazione della regina Elisabetta II, la prima ad essere trasmessa per televisione. La sua visita a Giovanni XXIII nel 1960 fu il primo incontro tra i massimi rappresentati religiosi cattolici e anglicani dall'epoca della Riforma e rappresenta una pietra miliare dell'ecumenismo. Fisher si ritirò a vita privata nel 1961. Consigliò il Primo Ministro, Harold Macmillan, riguardo alla nomina del nuovo Arcivescovo di Canterbury, sconsigliando la candidatura di Michael Ramsey, che era stato un suo allievo a Repton, come suo successore più idoneo.
Ramsay più tardi riferì al Reverendo Victor Stock la conversazione che Fisher ebbe con il Primo Ministro: Fisher disse "Sono venuto per darLe alcuni consigli riguardo al mio successore. Comunque Lei scelga, in nessuna considerazione deve essere preso Michael Ramsey, arcivescovo di York. Il dottor Ramsey è un teologo, uno studioso e un uomo di preghiera. Perciò  è completamente inadatto come Arcivescovo di Canterbury. Lo conosco da tutta la vita. Ero il suo preside a Repton", a ciò Macmillan memorabilmente replicò, "Grazie, Vostra Grazia, per il Vostro gentile consiglio. Ella potrà essere stato il preside del dottor Ramsey, ma non fu il mio". Di conseguenza, Macmillan non seguì il consiglio e nominò Ramsey, il quale è stato considerato da più parti il più grande Arcivescovo di Canterbury del XX secolo. Fisher fu fatto Pari della Camera dei Lords a vita, con il titolo di Barone Fisher di Lambeth, (un riferimento al Lambeth Palace, la residenza londinese dell'Arcivescovo di Canterbury).
In quel periodo la nomina a Pari era diventata un'abitudine per gli Arcivescovi di Canterbury che si erano ritirati (nessuno si era mai ritirato prima di Davidson nel 1928), ciò nonostante Fisher fu il primo ad essere creato Pari a vita, secondo il Life Peerages Act del 1958. Durante il periodo di ritiro Fisher si rese piuttosto insopportabile per il suo successore, trovando difficile adattarsi a restare fuori dal sistema. Fisher aveva detto quando si era ritirato che credeva di lasciare la Chiesa d'Inghilterra "con un buon cuore", ma poco dopo la Chiesa fu gettata nelle agitazioni degli anni sessanta, che non riuscì facilmente a fronteggiare. Con il senno di poi in molti hanno criticato Fisher per aver fallito nell'uso della sua carica di Primate in modo premeditato. Sebbene il diritto canonico sia stato importante, ora è ampiamente dubbio tra gli Anglicani che questa fosse realmente la materia in cui le energie della Chiesa fossero da spendere.
Se Temple fosse vissuto, lui avrebbe potuto giocare un ruolo primario nella ricostruzione postbellica, nella quale avrebbe trovato maggiori ragioni comuni con i leader del governo laburista di Clement Attlee. In un certo senso la critica è ingiusta, perché ci si chiede se Fisher avrebbe potuto essere qualcun altro. Egli fu un uomo relativamente semplice, che era felice nella Chiesa anglicana e desiderava fare un buon lavoro. La sua esperienza fu in alcuni modi limitata non avendo mai avuto un'esperienza da prete di parrocchia. Queste critiche verso Fisher sono spesso collegate alla sua reputazione di "preside". Si dovrebbe anche notare che questo criticismo degli anni cinquanta, periodo di perdita di opportunità, non è solo limitato a Fisher e alla Chiesa d'Inghilterra. Il biasimo di compiacenza è anche diretto contro le chiese in generale e contro i diversi governi britannici di questo periodo.
Massone, fu membro della  Gran Loggia unita d'Inghilterra.